# ŽNL Ličko-senjska 1995./96.
Ovaj članak je podtema članka: 5. rang HNL-a 1995./96.

ŽNL Ličko-senjska (također kao Ličko-senjska županijska nogometna liga) u sezoni 1995./96. je predstavljala jedinu županijsku ligu u Ličko-senjskoj županiji, te ligu petog stupnja hrvatskog nogometnog prvenstva. 
 
Sudjelovalo je 9 klubova, a prvak je bio klub „Bunjevac” iz Krivog Puta. 

## Sustav natjecanja
Devet klubova je igralo dvokružnu ligu (18 kola, 16 utakmica po klubu). 

## Ljestvica
| mj. | klub               | ut. | pob | ner | por | gol+ | gol- | bod |
| --- | ------------------ | --- | --- | --- | --- | ---- | ---- | --- |
| 1.  | Bunjevac Krivi Put | 16  | 10  | 5   | 1   | 33   | 22   | 35  |
| 2.  | Otočac             | 16  | 9   | 6   | 1   | 41   | 15   | 33  |
| 3.  | Croatia Lički Osik | 16  | 9   | 2   | 5   | 35   | 23   | 29  |
| 4.  | Pag                | 16  | 6   | 6   | 4   | 29   | 22   | 24  |
| 5.  | Novalja            | 16  | 7   | 2   | 7   | 28   | 30   | 23  |
| 6.  | Perušić            | 16  | 5   | 3   | 8   | 25   | 27   | 18  |
| 7.  | Velebit Žabica     | 16  | 4   | 5   | 7   | 21   | 34   | 17  |
| 8.  | Sokolac Brinje     | 16  | 1   | 7   | 8   | 17   | 33   | 10  |
| 9.  | Gacka 1925 Sinac   | 16  | 1   | 4   | 11  | 15   | 36   | 7   |

## Rezultatska križaljka
| kratica | klub               | BUNJ | CRO | GAC      | NOV      | OTO | PAG | PER | SOK | VEL |
| --- | ------------------ | ---- | --- | -------- | -------- | --- | --- | --- | --- | --- |
| BUNJ | Bunjevac Krivi Put |      |     |          |          |     |     |     |     |     |
| CRO | Croatia Lički Osik |      |     |          |          |     |     |     | 2:2 |     |
| GAC | Gacka 1925 Sinac   |      |     |          |          |     |     |     |     |     |
| NOV | Novalja            |      |     |          |          |     |     |     |     |     |
| OTO | Otočac             | 2:2  |     |          |          |     |     |     |     |     |
| PAG | Pag                |      |     |          | 3:0 p.f. |     |     |     |     |     |
| PER | Perušić            |      |     |          |          |     |     |     |     |     |
| SOK | Sokolac Brinje     |      |     |          |          |     |     |     |     |     |
| VEL | Velebit Žabica     |      |     | 3:0 p.f. |          |     |     |     |     |     |
| |                    |      |     |          |          |     |     |     |     |     |
| podebljan rezultat - utakmice od 1. do 9. kola (1. utakmica između klubova) rezultat normalne debljine - utakmice od 10. do 18. kola (2. utakmica između klubova) rezultat nakošen - nije vidljiv redoslijed odigravanja međusobnih utakmica iz dostupnih izvora rezultat smanjen * - iz dostupnih izvora nije uočljiv domaćin susreta prekrižen rezultat - poništena ili brisana utakmica p - utakmica prekinuta 3:0 p.f. / 0:3 p.f. - rezultat 3:0 bez borbe n.i. - nije igrano |                    |      |     |          |          |     |     |     |     |     |

 Izvori:

## Vanjske poveznice
- Nogometni savez Ličko-senjske županije